# 大阪市立南港北中学校
大阪市立南港北中学校（おおさかしりつ なんこうきた ちゅうがっこう）は、大阪府大阪市住之江区にある公立中学校。
南港ポートタウンで最初の中学校として、1977年に創立した。その後ポートタウンの開発進行に伴い、1983年に大阪市立南港南中学校を分離開校している。

## 沿革
- 1977年 - 大阪市立南港北中学校として現在地に開校。
- 1983年 - 大阪市立南港南中学校を分離。

## 通学区域
- 大阪市立南港光小学校、大阪市立南港桜小学校の通学区域。

大阪市住之江区 南港中4・5・6・8丁目、南港北1-3丁目、南港東6-9丁目

## 交通
- ニュートラム 中ふ頭駅 東へ約600m。
- ニュートラム ポートタウン西駅 北へ約500m。
- 大阪シティバス 南港中5丁目バス停。